# Hoinarul intergalactic
Hoinarul intergalactic (în engleză Wander Over Yonder) este un serial de televiziune de desene animate america creat de Craig McCracken pentru Disney Channel și Disney XD și produs de Disney Television Animation. În S.U.A. serialul a avut o previzualizare pe 16 august 2013 și a avut premiera oficială pe 13 septembrie 2013. În România, serialul a avut premiera pe 29 martie 2014 pe Disney Channel România. Serialul urmărește aventurile optimistului „Hoinarul”, care călărește prin galaxie pentru a-i ajuta pe locuitorii diferitelor planete să trăiască liber, în ciuda intențiilor „Lordului Urâcios” de a conduce universul.

## Despre serial
Serialul îl urmărește pe „Hoinar”, un călător nomad intergalactic și prea optimist și pe armăsarul său, Sylvia. Aceștia călătoresc de la o planetă la alta ajutând oamenii să se distreze și să trăiască liber, în ciuda apariției continue a „Lordului Urâcios” și a armatei sale.
Primul sezon al serialului este episodic; există foarte puține legături puternice între episoade și pot fi vizionate independent unul de celălalt. În al doilea sezon, însă, este introdusă o poveste mai secvențială; pe măsură ce „Lordul Dominator” începe să cucerească galaxia, tonul spectacolului devine mai serios și accentul se mută de la oprirea „Lordului Urător”, destul de incompetent, la oprirea „Lordului Dominator” extrem de competent. Ca urmare, episoadele sunt mai strâns legate și există mai multe evoluții în complotul general.

## Personaje
- Hoinarul (în engleză: Wander) - este foarte optimist, dulce și prietenos, deși uneori enervant pentru persoane mai pragmatice din jurul lui.
- Sylvia - este loială hoinarului, un armăsar[necesită citare] și cel mai bun prieten al lui, care explorează și călătorește universul cu el.
- Lordul Urâcios (în engleză: Lord Hater) - este un schelet îmbrăcat într-o robă cu glugă de culoare roșie și neagră (sclipiri ocazionale pot fi prinse de pantofii lui de tenis și boxeri). El este conducătorul Imperiului Urâcios și auto-proclamat inamic al hoinarului.